# 1 St Edmund’s Grove
Unter der Adresse 1 St Edmund’s Grove in der schottischen Stadt Milngavie in East Dunbartonshire befindet sich eine Villa. Im Jahre 2002 wurde das Bauwerk in die schottischen Denkmallisten in der Kategorie C aufgenommen.

## Beschreibung
Die aus dem 17. Jahrhundert stammende Villa liegt am Anfang einer kurzen Stichstraße namens St Edmund’s Grove, die im Norden Milngavies von der Mosspark Road abzweigt. Das Gebäude wurde unter anderem in dem 1904 erschienenen Architekturführer „Academy Architecture“ beschrieben.
Das längliche Gebäude ist zweistöckig gebaut und besitzt ein ausgebautes Dachgeschoss, das über eine Dachgaube mit Drillingsfenster beleuchtet wird. Das abschließende Satteldach ist mit grauen Schieferschindeln gedeckt. Der Grund fällt nach Süden hin ab. Die nach Osten gerichtete Vorderfront der Villa zeigt teilweise freiliegenden Quaderstein, der auch an den Fensterfaschen und den Gebäudekanten zum Einsatz kommt. Die restlichen Fassadenflächen sind wie in Südwestschottland traditionell üblich mit Harl verputzt. Das Treppenhaus ist in einem hervortretenden Bauteil untergebracht, das mit seinen vertikalen Sprossenfenstern und einem Flachdach die Frontseite dominiert. Links davon befindet sich der Eingangsbereich in einem Gebäudewinkel, der auf Grund des abfallenden Grunds über mehrere Stufen erreichbar ist. An dem Gebäude sind verschiedene Zwillings- und Drillingsfenster verbaut. Erwähnenswert sind die im Jugendstil eingefärbten kleinteiligen Scheiben an der Westseite.